# Frikirkenet
FrikirkeNet är ett nätverk av närmare hundra karismatiska församlingar i Danmark, med ett samlat medlemstal på över 12 000 medlemmar.
De flesta av dessa församlingar tillhör antingen Apostolsk kirke, Pingströrelsen i Danmark,  Baptistkirken eller trosrörelsen.
FrikirkeNet definierar sig självt som evangelikalt, karismatiskt, ekumeniskt och församlingsbaserat.
En ledningsgrupp har till uppgift att samordna arbetet. Det handlar om en årlig konferens och tillsättande av arbetsgrupper för information, coachning, församlingsplantering, socialt arbete, etniskt arbete, internationell mission och nödhjälp. Man utger bland annat tidskriften Domino.

## Hemsida
FrikirkeNet